# Ahmadou-Bello-Stadion
Das Ahmadou-Bello-Stadion (englisch Ahmadou Bello Stadium) ist ein Stadion in der nigerianischen Stadt Kaduna. Es fasst 16.000 Zuschauer und wird zurzeit hauptsächlich als Fußballstadion genutzt.
In dem Stadion fand bei der Junioren-Fußballweltmeisterschaft 1999 die Spiele der Gruppe B zwischen Ghana und Argentinien (1:0) und zwischen Kroatien und Kasachstan (5:1) statt.
Der heimische Fußballverein Kaduna United benutzt das Stadion als Spielstätte.

## Quelle
1. ↑  Ed Aarons: Disaster avoided as 40,000 cram into 16,000 stadium for Nigeria v Egypt. In: The Guardian. 25. März 2016, ISSN 0261-3077 (theguardian.com [abgerufen am 21. Mai 2024]).